# 碧螺春

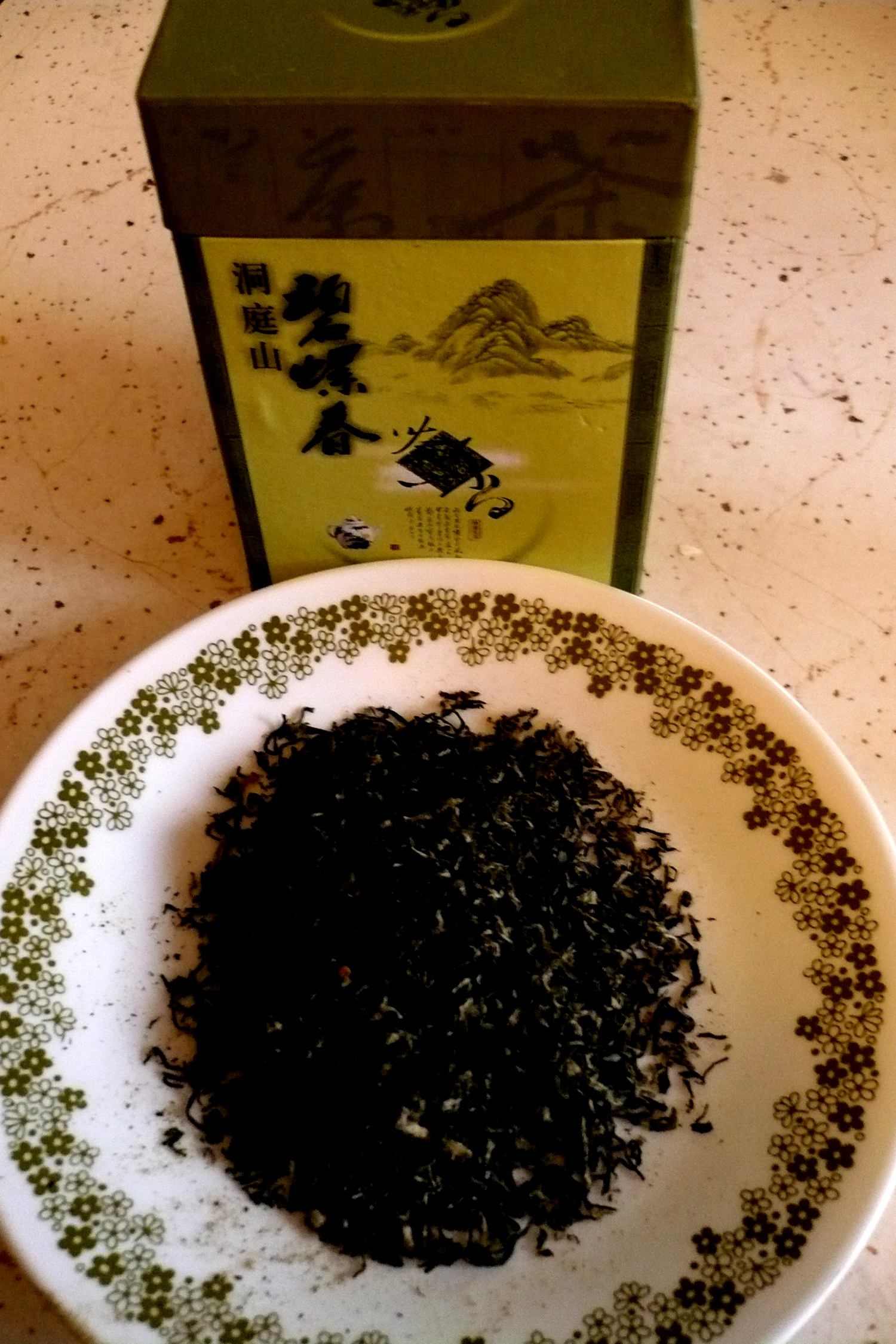
洞庭山碧螺春

碧螺春是中國大陸的綠茶，屬於中國十大名茶的一種。狭义上指出产于中華人民共和國江苏省太湖东西洞庭山的洞庭碧螺春；广义上可以指所有採用碧螺春工艺制作而成的绿茶，其中又成有小叶种和大叶种之分。而洞庭山碧螺春茶則被中国政府指定为人民大会堂指定用茶，常用來招待外宾或作為高级礼品餽贈對方。

## 洞庭碧螺春
洞庭山有洞庭东山和洞庭西山，位于太湖之滨，气候温和，冬暖夏凉，空气清新，云雾弥漫，是茶树生长得天独厚的环境，加之采摘精细，做工考究，形成了别具特色的品质特点。碧螺春茶条索纤细，卷曲成螺，满披茸毛，色泽碧绿。冲泡后，味鲜生津，清香芬芳，汤绿水澈，叶底细匀嫩。尤其是高级碧螺春，可以先冲水后放茶，茶叶依然徐徐下沉，展叶放香，顶级的碧螺春甚至能用矿泉水或山泉水冷水泡开，这是碧螺春茶叶芽头壮实的表现，也是其他茶所不能比拟的。
碧螺春茶从春分开采，至谷雨结束，采摘的茶叶为一芽一叶，对采摘下来的芽叶还要进行拣剔，去除鱼叶、老叶和过长的茎梗。一般是清晨采摘，中午前后拣剔质量不好的茶片，下午至晚上炒茶。目前大多仍采用手工方法炒制，其工艺过程是：杀青——炒揉——搓团焙干。三个工序在同一锅内一气呵成。炒制特点是炒揉并举，关键在提毫，即搓团焙干工序。
清朝王应奎所著《柳南随笔》中对“碧螺春”茶名的来历有这样的典故。洞庭山碧螺峰的石壁上原有几棵野茶树，当地老百姓进山采茶有几十年。康熙年间茶叶丰收，当地少女入山采茶叶，茶筐满了，便将茶叶放在胸口的衣襟内，茶得到体温，突发袭人香气，采茶女惊呼“吓煞人香”，称茶为“吓煞人”。
碧螺春的“吓煞人香”源于当地独特的茶树和果树间隔种植方式和特有的红土壤。因为茶最容易吸收异味，而当地特有的山地梅树和枇杷树绽放的花香味容易被茶树吸收，千百年的基因优化循环，培育成优异的香味型茶树种，当地特有的红土壤即使浸泡水中挤成团形，亦能透气，是种植盆景最合适的土壤。再加上周围太湖水气的蔚蒸，形成了一整套独特的小气候。
康熙三十八年（1699年）春，康熙皇帝南巡，到了太湖洞庭山，吴县巡抚宋荦购买朱家所产“吓煞人”茶献上，康熙以为“吓煞人”不雅，御赐名“碧螺春”，此后地方官年年采办碧螺春进贡。
碧螺春茶条索紧结，卷曲成螺，白毫密被，银绿隐翠。号称“三鲜”即香鲜浓、味道醇、色鲜艳，花香果味，沁人心脾，别具一番风韵。清李慈铭（莼客）《水调歌头》词曰：“时有惠风徐至，赢得嫩香盈抱，绿唾上衣妍。”